# Seleção Emiradense de Futebol de Areia
A  Seleção Emiradense de Futebol  de Areia  representa os Emirados Árabes Unidos nas competições internacionais de futebol de areia (ou beach soccer).

## Títulos
| Continentais | Continentais | Continentais | Continentais |
|              | Competição   | Vezes        | Ano          |
| ------------ | ------------ | ------------ | ------------ |
|              | Copa da Ásia | 2            | 2007 e 2008  |